# Prelude to the Dream
Das Prelude to the Dream (Vorspiel zum Traum) ist ein von 2005 bis 2012 mit „Late-Models“ ausgetragenes Spezialevent, welches jährlich auf dem Eldora Speedway in Rossburg, Ohio stattfand. Der Gastgeber des Rennens war Sprint-Cup-Fahrer Tony Stewart, dem der Eldora Speedway gehört. Die Veranstaltung gehört nicht der NASCAR an, dennoch bestand das Fahrerfeld größtenteils aus Sprint-Cup-Fahrern.

## Geschichte des Events

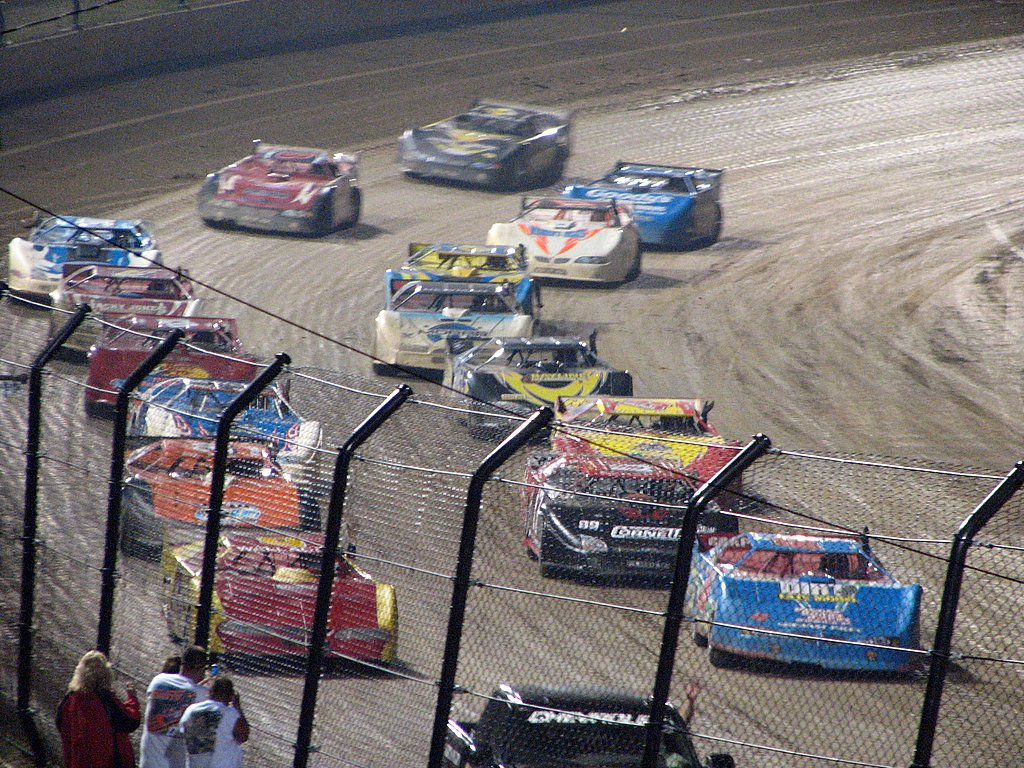
Das Feld in der Startaufstellung beim Prelude to the Dream 2006

Im Jahre 2005 fand das erste Prelude to the Dream statt. Der Sprint-Cup-Fahrer Kenny Wallace gewann dieses Rennen, und 50.000 US-Dollar gingen an Kyle Petty's Victory Junction Gang Camp, eine Einrichtung für unheilbar kranke Kinder.
Im Jahre 2006 konnte der Gastgeber Tony Stewart den Sieg feiern, nachdem er kurz vor dem Ende des Rennens noch Dave Blaney überholt hatte. Er feierte in typischer Manier und kletterte den Begrenzungszaun seiner eigenen Rennstrecke hinauf. Insgesamt 40.000 Zuschauer haben die beiden ersten Prelude-to-the-Dream-Veranstaltungen gesehen. Im Jahre 2007 konnte Carl Edwards das Hauptrennen gewinnen, in den nächsten beiden Jahren konnte sich Tony Stewart erneut in die Siegerliste eintragen. 
2010 wurde das Rennen erstmals mit einem neuen Konzept ausgetragen, die Fahrer wurden in vier Teams eingeteilt, dabei repräsentierte jedes Team ein Kinderkrankenhaus. Die Positionen der jeweils besten fünf Fahrer der Teams wurden zusammengerechnet, das Team mit der niedrigsten Punktzahl gewann 45 % des Spendengeldes, das zweitplatzierte 25 % und die restlichen 15 %. Jimmie Johnson konnte das Rennen gewinnen. Die nächsten Rennen fanden mit dem gleichen System statt, 2011 gewann Clint Bowyer. 2012 wurde die Rundenzahl von 30 auf 40 Runden erhöht, Kyle Busch beendete das Rennen auf dem ersten Platz. 
Im Oktober 2012 wurde bekanntgegeben, dass das Event ab 2013 nicht mehr stattfinden wird.